# Tocando el vacío
Tocando el vacío es un libro escrito por el montañista Joe Simpson que relata la historia verídica de la expedición que realizó Simpson junto con Simon Yates, en su desastrosa y casi fatal escalada del Siula Grande, una montaña de 6.344 m s. n. m. en los Andes Peruanos en el año 1985. El libro ganó el Premio Libro NCR en 1989. En  2003, quince años después de que fuese publicado, se filmó una película basada en el libro a modo de documental con el mismo nombre, dirigida por Kevin MacDonald.
La película ganó el premio Alexander Korda a la mejor película británica en los Premios BAFTA del año 2004, y fue destacada en el Sundance Film Festival también en  2004.

## Sinopsis
Yates y Simpson fueron los primeros en ascender y alcanzar la cumbre del Siula Grande, en los Andes peruanos, siguiendo la ruta prácticamente vertical de la cara oeste. 
El descenso fue desastroso, un cúmulo de infortunios: En primer lugar, Simpson resbaló sobre una placa de hielo y al caer se partió la tibia cerca de la rodilla. En segundo, ya estaban seriamente retrasados a causa del mal tiempo durante el ascenso; por esto se les había acabado el combustible para el calentador que utilizaban para derretir el hielo o la nieve para obtener agua potable. Así que antes del accidente se habían propuesto descender rápidamente al campamento base, unos mil metros más abajo.
Tras el percance de Simpson su compañero ideó un sistema para rescatarlo (a pesar de que lo racional hubiese sido abandonarlo para no perecer los dos en la montaña): ató las dos sogas de cincuenta metros, quedando cada montañero en cada uno de los extremos. Yates se afirmaba en un hueco en la nieve y daba cuerda a Simpson tramo por tramo por la montaña utilizando la soga de cien metros. Sin embargo, debido a que las dos sogas estaban atadas entre sí, el nudo que las unía no podía pasar por el mosquetón de la cintura de Yates, por lo que Simpson debía pararse sobre su pierna sana para darle a Yates suficiente espacio para poder hacer pasar el nudo por el mosquetón, y luego enhebrar la soga nuevamente en el dispositivo del arnés, con el nudo del otro lado. 
Bien, el sistema parecía funcionar. Hasta que un segundo desastre tuvo lugar. Yates no podía ver por donde estaba bajando a Simpson pues quedaba cien metros por delante y las condiciones meteorológicas no dejaban ver más allá de dos metros. Llegó un momento del rescate en el que Yates sentía todo el peso de su compañero al otro lado de la cuerda; esto no sería mayor problema si, cuando la cuerda llegase al nudo central, Simpson pudiera pararse para darle espacio a Yates para destensar la cuerda y hacer pasar el nudo por el mosquetón de la cintura. Pero esto no sucedió. Llegó el nudo y la cuerda nunca se aflojó. Simpson estaba suspendido sobre un precipicio de más de treinta metros, a merced de la ventisca. Yates había quedado apostado cincuenta metros más arriba haciendo contrapeso con todo su cuerpo contra la nieve para soportar la tensión de la cuerda. Pero su posición era muy inestable. La nieve comenzaba a ceder y, cuando este proceso concluyera, Yates sería arrastrado por su compañero hacía el abismo. A pesar de todo esto Yates soportó una hora el peso muerto de su compañero, hasta que las horas de luz prácticamente acababan. Tomó la decisión que hace de ese momento el más dramático del film: cortó la cuerda. Simpson se precipitó por el acantilado.
La mañana siguiente mientras Yates bajaba solo de la montaña descubrió la grieta por la que había caído su amigo. Supo al instante que una caída así era mortal por lo que continuó su descenso. Sin embargo, de una forma sorprendente, Simpson había sobrevivido, a pesar de la caída desde treinta metros y la pierna rota. Esta caída había sido amortiguada por un puente de hielo situado a la mitad de la grieta por la que cayó. Cuando recuperó la soga, descubrió que el extremo estaba cortado. Aun así, en el lamentable estado en que se encontraba, trepó por una pared de hielo de la gruta para al fin salir por una abertura lateral que daba al glaciar en el pie de la montaña. A partir de allí, le llevó tres días, sin comida y con solo breves sorbos de agua obtenida derritiendo hielo, llegar hasta el campamento base reptando o dejándose caer por la pendiente. Totalmente desorientado, alcanzó el campamento base pocas horas antes de que Yates partiera de regreso hacia la civilización.
La epopeya de Simpson es considerada por los montañistas entre las leyendas e historias más destacadas de ascensos.